# فيتالي ياكوفليف
فيتالي ياكوفليف (بالروسية: Виталий Яковлев)‏ هو لاعب كرة قدم روسي في مركز حراسة المرمى، ولد في 13 يونيو 1985 في أوبنينسك في روسيا. لعب مع بالتيكا كالينينغراد.